# هبة الله سلطان
هبة الله سلطان (بالتركية: Hibetullah Sultan)‏(16 مارس 1789 - 19 سبتمبر 1841)، أميرة عثمانية، ابنة السلطان عبد الحميد الأول من زوجته شبسفا قادين [الإنجليزية]. وهي الأخت غير الشقيقة للسلطانين مصطفى الرابع ومحمود الثاني.

## النشأة
وُلدت هبة الله سلطان في 16 مارس 1789 في قصر طوب قابي، وهي ابنة السلطان عبد الحميد الأول وزوجته شبسفا قادين . كانت أصغر أبناء والديها وآخر أطفال والدها الذي توفي بعد شهر فقط من ولادتها.
لديها شقيق واحد، هو الشهزاده محمد نصرت، يكبرها بست سنوات، وأختان هما علمشاه سلطان التي تكبرها بأربع سنوات، وأمينة سلطان التي تكبرها بسنة واحدة. استقرت مع والدتها في القصر القديم بعد وفاة والدها عام 1789.